# Leskîne, Antrațît
Leskîne (în ucraineană Леськине) este un sat în comuna Rafailivka din raionul Antrațît, regiunea Luhansk, Ucraina.

## Demografie
Componența lingvistică a localității Leskîne
     Ucraineană (75,61%)
     Rusă (24,39%)
Conform recensământului din 2001, majoritatea populației localității Leskîne era vorbitoare de ucraineană (75,61%), existând în minoritate și vorbitori de rusă (24,39%).